# Kremlin Cup 2017 - Qualificazioni singolare maschile
Le qualificazioni del singolare maschile della Kremlin Cup 2017 sono state un torneo di tennis preliminare per accedere alla fase finale della manifestazione. I vincitori dell'ultimo turno sono entrati di diritto nel tabellone principale. In caso di ritiro di uno o più giocatori aventi diritto a questi sono subentrati i lucky loser, ossia i giocatori che hanno perso nell'ultimo turno ma che avevano una classifica più alta rispetto agli altri partecipanti che avevano comunque perso nel turno finale.

## Teste di serie
1. Filip Krajinović (qualificato)
2. Michail Kukuškin (ultimo turno)
3. Aleksandr Bublik (ultimo turno, Lucky loser)
4. Yuki Bhambri (qualificato)

1. Aleksej Vatutin (ultimo turno)
2. Lukáš Rosol (qualificato)
3. Mirza Bašić (qualificato)
4. Uladzimir Ihnacik (ultimo turno)

## Qualificati
1. Filip Krajinović
2. Mirza Bašić

1. Lukáš Rosol
2. Yuki Bhambri

### Lucky loser
1. Aleksandr Bublik

## Tabellone

### Legenda
| - Q = Qualificato - WC = Wild card - LL = Lucky loser | - ALT = Alternate - SE = Special Exempt - PR = Protected Ranking | - w/o = Walkover - r = Ritirato - d = Squalificato |

### Sezione 1
|  | Primo turno | Primo turno       | Primo turno       | Primo turno | Primo turno |  |  | Ultimo turno | Ultimo turno      | Ultimo turno | Ultimo turno | Ultimo turno |  |
|  |             |                   |                   |             |             |  |  |              |                   |              |              |              |  |
|  | 1           | Filip Krajinović  | Filip Krajinović  | 7           | 6           |  |  |              |                   |              |              |              |  |
|  |             | Marc Polmans      | Marc Polmans      | 62          | 3           |  |  | 1            | Filip Krajinović  | 610          | 7            | 6            |  |
|  |             | Václav Šafránek   | Václav Šafránek   | 4           | 5           |  |  | 8            | Uladzimir Ihnacik | 7            | 5            | 3            |  |
|  | 8           | Uladzimir Ihnacik | Uladzimir Ihnacik | 6           | 7           |  |  |              |                   |              |              |              |  |

### Sezione 2
|  | Primo turno | Primo turno      | Primo turno | Primo turno | Primo turno |  |  | Ultimo turno | Ultimo turno     | Ultimo turno     | Ultimo turno | Ultimo turno |  |
|  |             |                  |             |             |             |  |  |              |                  |                  |              |              |  |
|  | 2           | Michail Kukuškin | 4           | 6           | 7           |  |  |              |                  |                  |              |              |  |
|  |             | Sanjar Fayziev   | 6           | 1           | 62          |  |  | 2            | Michail Kukuškin | Michail Kukuškin | 64           | 3            |  |
|  | Alt         | Ivan Gakhov      | Ivan Gakhov | 4           | 3           |  |  | 7            | Mirza Bašić      | Mirza Bašić      | 7            | 6            |  |
|  | 7           | Mirza Bašić      | Mirza Bašić | 6           | 6           |  |  |              |                  |                  |              |              |  |

### Sezione 3
|  | Primo turno | Primo turno      | Primo turno      | Primo turno | Primo turno |  |  | Ultimo turno | Ultimo turno     | Ultimo turno     | Ultimo turno | Ultimo turno |  |
|  |             |                  |                  |             |             |  |  |              |                  |                  |              |              |  |
|  | 3           | Aleksandr Bublik | Aleksandr Bublik | 6           | 6           |  |  |              |                  |                  |              |              |  |
|  |             | Lloyd Harris     | Lloyd Harris     | 3           | 4           |  |  | 3            | Aleksandr Bublik | Aleksandr Bublik | 4            | 5            |  |
|  | WC          | Artem Dubrivnyy  | Artem Dubrivnyy  | 4           | 4           |  |  | 6            | Lukáš Rosol      | Lukáš Rosol      | 6            | 7            |  |
|  | 6           | Lukáš Rosol      | Lukáš Rosol      | 6           | 6           |  |  |              |                  |                  |              |              |  |

### Sezione 4
|  | Primo turno | Primo turno       | Primo turno     | Primo turno | Primo turno |  |  | Ultimo turno | Ultimo turno    | Ultimo turno    | Ultimo turno | Ultimo turno |  |
|  |             |                   |                 |             |             |  |  |              |                 |                 |              |              |  |
|  | 4           | Yuki Bhambri      | Yuki Bhambri    | 6           | 6           |  |  |              |                 |                 |              |              |  |
|  |             | Danilo Petrović   | Danilo Petrović | 4           | 4           |  |  | 4            | Yuki Bhambri    | Yuki Bhambri    | 7            | 6            |  |
|  | WC          | Denis Matsukevich | 6               | 4           | 2           |  |  | 5            | Aleksej Vatutin | Aleksej Vatutin | 5            | 4            |  |
|  | 5           | Aleksej Vatutin   | 2               | 6           | 6           |  |  |              |                 |                 |              |              |  |